# Manises
Pour les articles homonymes, voir Manises.
Manises (en valencien et en castillan) est une commune d'Espagne de la province de Valence dans la Communauté valencienne. Elle est située dans la zone ouest de l'agglomération de Valence, dans la comarque de l'Horta Oest, sur la rive droite du Turia. Elle est incluse dans la zone à prédominance linguistique valencienne. Manises est très connue pour sa céramique. L'aéroport de Valence est situé dans la commune.

## Géographie

Localisation de Manises
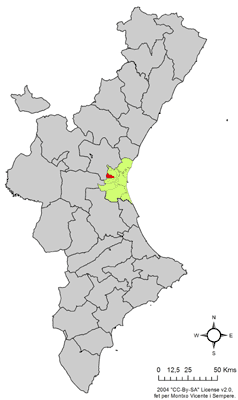
dans la Communauté valencienne.
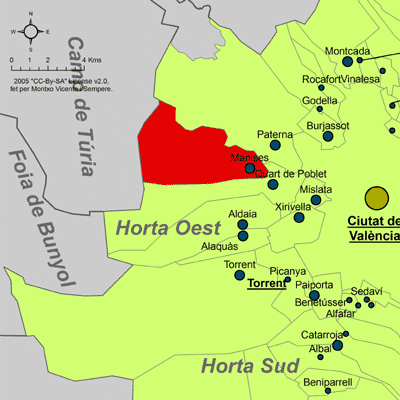
dans la comarque de l'Horta Oest.

### Localités limitrophes
Le territoire communal de Manises est voisin de celui des communes suivantes :
Quart de Poblet, Paterna et Riba-roja de Túria, toutes situées dans la province de Valence.

## Histoire
À partir de la Conquête arabe, le village est célèbre pour sa production de céramiques. En particulier pour ses céramiques lustrées à reflets métalliques et ses carreaux de faïence à motifs bleus sur fond blanc. Il est parfois difficile de distinguer la production de Manises de celle du village voisin de Paterna.

## Démographie
Manises a 30 508 habitants (INE 2010).
|            | 1900  | 1910  | 1920  | 1930  | 1940  | 1950  | 1960   | 1970   | 1981   | 1991   | 2001   | 2006   | 2009   |
| ---------- | ----- | ----- | ----- | ----- | ----- | ----- | ------ | ------ | ------ | ------ | ------ | ------ | ------ |
| Population | 3 577 | 4 076 | 5 010 | 6 667 | 7 711 | 9 173 | 13 097 | 19 945 | 23 975 | 24 530 | 25 685 | 29 717 | 30 508 |

## Politique et administration
La ville de Manises comptait 31 170 habitants aux élections municipales du 28 mai 2023. Son conseil municipal (en espagnol : Pleno del Ayuntamiento) se compose donc de 21 élus.
Faisant partie de la banlieue rouge de Valence, la municipalité a d'abord été un fief du Parti socialiste, avant de devenir un bastion du Parti populaire. Elle a été régie par la Coalition Compromís entre 2015 et 2023, avant de revenir dans l'escarcelle socialiste.

### Maires
| Mandat    | Maire | Maire                                                                        | Parti     | Majorité |
| --------- | ----- | ---------------------------------------------------------------------------- | --------- | -------- |
| 1979-1983 |       | Antoni Asunción                                                              | PSOE      | 8 / 21   |
| 1983-1987 |       | Rafael Tos Viala                                                             | PSOE      | 14 / 21  |
| 1987-1991 |       | Rafael Tos Viala                                                             | PSOE      | 11 / 21  |
| 1991-1995 |       | Rafael Tos Viala                                                             | PSOE      | 11 / 21  |
| 1995-1999 |       | José Alberto Arnal Borrego                                                   | PSOE      | 7 / 21   |
| 1999-2003 |       | Enrique Ángel Crespo Calatrava (ca)                                          | PP        | 11 / 21  |
| 2003-2007 |       | Enrique Ángel Crespo Calatrava (ca)                                          | PP        | 13 / 21  |
| 2007-2011 |       | Enrique Ángel Crespo Calatrava (ca)                                          | PP        | 12 / 21  |
| 2011-2015 |       | Enrique Ángel Crespo Calatrava (ca) Francisco Miguel Izquierdo Moreno (2012) | PP        | 12 / 21  |
| 2015-2019 |       | Jesús Borrás                                                                 | Compromís | 5 / 21   |
| 2019-2023 |       | Jesús Borrás                                                                 | Compromís | 6 / 21   |
| 2023-2027 |       | Javier Mansilla                                                              | PSOE      | 5 / 21   |

## Jumelage
- Vénissieux  (France)

Khmelnitsky (Ukraine)

### Sources
- (es) Cet article est partiellement ou en totalité issu de l’article de Wikipédia en espagnol intitulé « Manises » (voir la liste des auteurs).